# Wjatscheslaw Olijnyk
Wjatscheslaw Mykolajowytsch Olijnyk (ukrainisch В'ячеслав Миколайович Олійник; * 27. April 1966 in Mariupol) ist ein ehemaliger sowjetischer und später ukrainischer Ringer. Er war Olympiasieger 1996 im griechisch-römischen Stil im Halbschwergewicht.

## Werdegang
Wjatscheslaw Olijnyk begann 1974 im Alter von acht Jahren mit dem Ringen. Er trat in die Sowjetarmee ein und wurde Angehöriger von SKA Kiew, einem Sportklub der Armee. Sein Trainer wurde Nikolai Pantazi. Er machte schon im Juniorenalter auf sich aufmerksam, als er bei der Europameisterschaft 1986 in Malmö im griech.-röm. Stil im Mittelgewicht den Titel vor Stig Kleven aus Norwegen und Maik Bullmann aus Frankfurt, mit dem er sich in den nächsten Jahren noch viele spannende Duelle liefern sollte, gewann.
Zunächst hatte aber auf der internationalen Ringermatte bei den Senioren eindeutig Maik Bullmann die Nase vorne. Denn dieser heimste von 1989 bis 1994 große Erfolge ein, als er Olympiasieger 1992 und mehrfacher Weltmeister wurde. Wjatscheslaw Olijnyk musste sich, von einem 3. Platz bei der Weltmeisterschaft 1990 in Rom abgesehen, erst in der Sowjetunion und nach dem Zerfall der Sowjetunion in der GUS bzw. in der Ukraine gegen Pawel Potapow, Wladimir Popow und Sjarhej Dsjamjaschkewitsch durchsetzen, ehe er ab 1994 dauerhaft zu Einsätzen bei den internationalen Meisterschaften bei den Senioren kam.
Bei der Europameisterschaft 1994 in Athen wurde er dann, für die Ukraine startend, auf Anhieb Europameister im Halbschwergewicht vor Sjarhej Kiriltschuk aus Belarus und Stig Kleven. Auch bei der Weltmeisterschaft 1994 in Tampere zeigte er sehr gute Leistungen und wurde hinter Gogi Koguaschwili aus Russland und vor Maik Bullmann Vize-Weltmeister. Gogi Koguaschwili wurde neben Maik Bullmann zum Hauptkonkurrenten von Olijnyk bei den internationalen Meisterschaften. Olijnyk konnte Koguaschwili dabei nie besiegen.
Das Jahr 1995 war für Olijnyk nicht so erfolgreich wie 1994. Immerhin gewann er bei der Europameisterschaft in Besançon eine Bronzemedaille hinter Gogi Koguaschwili und Maik Bullmann. Bei der Weltmeisterschaft in Prag schied er aber schon nach der 1. Runde aus und kam nur auf den 25. Platz.
Die Europameisterschaft 1996 in Budapest zeigte das gleiche Ergebnis wie die Europameisterschaft von 1995: Es siegte Gogi Koguaschwili vor Maik Bullmann und Wjatscheslaw Olijnyk. Bei den Olympischen Spielen 1996 in Atlanta kam aber sein großer Tag. Er war in hervorragender Form, gewann seine sechs Kämpfe und wurde in überlegener Manier Olympiasieger. Unter den von ihm besiegten Ringern war auch Maik Bullmann, den er mit 4:2 Wertungspunkten bezwingen konnte. Gogi Koguaschwili machte es diesmal Olijnyk leicht, denn er verlor in der zweiten Runde gegen den Ungarn Nándor Gelenesi und musste ausscheiden, ohne gegen Olijnyk und Bullmann, der die Bronzemedaille gewann, noch ringen zu können.
Nach den Olympischen Spielen von 1996 kam Olijnyk, der zwischenzeitlich vom Ringen lebte, nur mehr bei der Weltmeisterschaft 1997 in Breslau mit dem 6. Platz zu einem annehmbaren Ergebnis. In den Jahren 1998 und 1999 konnte er sich in der Ukraine gegen Dawid Saldadse gar nicht mehr für die internationalen Meisterschaften qualifizieren. Im Jahr 2000 gelang es ihm aber, sich noch einmal für die Olympischen Spiele in Sydney im Mittelgewicht (bis 85 kg Körpergewicht) zu qualifizieren. Er kam dort aber nur bis in die zweite Runde und landete abgeschlagen auf dem 14. Platz.
Danach war Wjatscheslaw Olijnyk bei keiner internationalen Meisterschaft mehr am Start.

## Internationale Erfolge
(OS = Olympische Spiele, WM = Weltmeisterschaft, EM = Europameisterschaft, GR = griech.-röm. Stil, Mi = Mittelgewicht, Hs = Halbschwergewicht, damals bis 82 kg und 90 kg, Hs ab 1997 bis 97 kg Körpergewicht)
- 1986, 1. Platz, Junioren-EM in Malmö, GR, Mi, vor Stig Kleven, Norwegen u. Maik Bullmann, DDR;
- 1990, 3. Platz, WM in Rom, GR, Hs, hinter Maik Bullmann, Deutschland u. Harri Koskela, Finnland u. vor Aun Jin-Han, Südkorea, Mustafa Hares, Ägypten u. Marekka Zewski, Polen;
- 1990, 2. Platz, World-Cup in Göteborg, GR, Hs, hinter Reynaldo Peña, Kuba u. vor Mikael Ljungberg, Schweden;
- 1992, 12. Platz, EM in Kopenhagen, GR, Hs, Sieger: Maik Bullmann vor Iwajlo Jordanow, Bulgarien u. Tibor Komáromi, Ungarn;
- 1992, 1. Platz, Grand-Prix-Turnier in Budapest, GR, Hs, vor Gogi Koguaschwili, GUS und Maik Bullmann;
- 1993, 1. Platz, Turnier in Paris, GR, Hs, vor Henri Meiss, Frankreich u. Olaf Koschnitzke, Deutschland;
- 1994, 1. Platz, EM in Athen, GR, Hs, vor Sjarhej Kiriltschuk, Belarus, Stig Kleven, Iordani Constantinidis, Griechenland u. Marek Kraszewski, Polen;
- 1994, 2. Platz, WM in Tampere, GR,Hs, hinter Gogi Koguaschwili u. vor Maik Bullmann, Marek Kraszewski u. Mike Foy, USA,
- 1995, 3. Platz, EM in Besançon, GR, Hs, hinter Gogi Koguaschwili u. Maik Bullmann u. vor Goran Kasum, Jugoslawien u. Sjarhej Kiriltschuk;
- 1995, 25. Platz, WM in Prag, GR, Hs, Sieger: Hakkı Başar, Türkei vor Petru Sudureac, Rumänien und Gogi Koguaschwili;
- 1996, 3. Platz, EM in Budapest, GR, Hs, hinter Gogi Koguaschwili u. Maik Bullmann u. vor Aljaksandr Sidarenka, Belarus, Harri Koskela u. Ali Mollow, Bulgarien;
- 1996, Goldmedaille, OS in Atlanta, GR, Hs, vor Jacek Fafinski, Polen, Maik Bullmann, Aljaksandr Sidarenka und Hakkı Başar;
- 1997, 20. Platz, EM in Kouvala, GR, Hs, Sieger: Hakkı Başar vor Anatol Fedarenka, Belarus und Kostas Thanos, Griechenland;
- 1997, 6. Platz, WM in Breslau, GR, Hs, Sieger: Gogi Koguaschwili vor Anatol Fedarenka, Andrzej Wroński, Polen, Maik Bullmann u. Mikael Ljungberg;
- 2000, 14. Platz, OS in Sydney, GR, Mi, Sieger: Hamza Yerlikaya, Türkei vor Sándor Bárdosi, Ungarn und Muchran Wachtangadse, Georgien